# Фабро
Фа́бро (итал. Fabro) — коммуна в Италии, располагается в регионе Умбрия, подчиняется административному центру Терни.
Население составляет 2696 человек, плотность населения составляет 79 чел./км². Занимает площадь 34,55 км². Почтовый индекс — 5015. Телефонный код — 0763.
Покровителем населённого пункта почитается святитель Мартин Турский. День памяти ─ 11 ноября.